# Famous Monsters
Albums de Misfits
Evillive II
(1998) Cuts from The Crypt
(1999)
Famous Monsters (sorti le 4 octobre 1999) est le second album des Misfits depuis la ré-union du groupe en 1995.

## Liste des titres
1. Kong At The Gates
2. The Forbidden Zone
3. Lost In Space
4. Dust To Dust
5. Crawling Eye
6. Witch Hunt
7. Scream!
8. Saturday Night
9. Pumpkin Head
10. Scarecrow Man
11. Die Monster Die
12. Living Hell
13. Descending Angel
14. Them
15. Fiend Club
16. Hunting Humans
17. Helena
18. Kong Unleashed

## Musiciens
- Michale Graves : Chant
- Doyle Wolfgang von Frankenstein : Guitare
- Jerry Only : Basse
- Dr.Chud : Batterie

## À propos
Le titre Famous Monsters provient d'un magazine américain, consacré au cinéma de genre, ou cinéma bis.